# Liceu Ludgero Lima
O Liceu Ludgero Lima (LLL) é uma escola de ensino secundário do Mindelo, na Ilha de São Vicente, em Cabo Verde. Também é conhecido por sua denominação histórica "Liceu Nacional de Cabo Verde".
É a mais antiga escola secundária do arquipélago, sendo uma das mais tradicionais instituições de ensino do país.

## Histórico
O Liceu Ludgero Lima iniciou seu percurso ainda no século XIX, numa altura em que somente havia uma escola secundária fora da metrópole, o Liceu de Goa.

### Fundação
Tradicionalmente considera-se que a instituição que deu origem ao ensino liceal em Cabo Verde tenha sido o Seminário-Liceu de São Nicolau de Cabo Verde, criado por lei, em 12 de agosto de 1856, na Ribeira Brava.
Pela lei n.º 701, de 13 de junho de 1917, o Ministério das Colónias extingue  Seminário-Liceu, criando em seguida o Liceu Nacional de Cabo Verde. Em 8 de outubro de 1917, pelo decreto n.º 3:435, o Liceu Nacional fixou-se na ilha de São Vicente, no Mindelo.
Mais tarde, em 15 de janeiro de 1926, a instituição foi denominada como Liceu Central Infante D. Henrique, após publicação do diploma legislativo colonial n.º 92.

### Extinção e refundação
Em 28 de outubro de 1937, a Rádio Colonial Portuguesa dava nota de um decreto que extinguia o Liceu Central Infante D. Henrique. Em poucos minutos, São Vicente ficou a conhecer essa notícia. A comoção popular pelo fechamento da instituição foi tamanha, que a manchete do Jornal Notícias de Cabo Verde (São Vicente, 1931-1962) do dia 1º de novembro, véspera do dia de finados, veio com uma tarjeta negra e letras garrafais com os dizeres "Cabo Verde de Luto!".
Isto fez os poderes políticos - como a Câmara Municipal, a reuniu-se em sessão extraordinária em protesto pelo fechamento -, a Associação Industrial, Comercial e Agrícola de Barlavento, a Associação de Pais, a União Nacional, professores e alunos e população de todas as categorias enviarem um telegrama ao governador da província solicitando medidas imediatas para a reabertura do Liceu.
Impressionados com a tamanha movimentação, em 9 de novembro de 1937, o ministro do Ultramar expediu um novo decreto em que o liceu deveria reabrir as aulas imediatamente, agora com o nome Liceu Gil Eanes. O Jornal Notícias de Cabo Verde deu a seguinte nota sobre a reabertura do Liceu:
| “ | raras vezes, ou nunca, a nossa cidade vibrou, num regosijo tão geral e expontâneo [...] os foguetes estralejavam no espaço. | ” |
|   | |   |

Em 1955, na sequência da visita do Presidente da República Francisco Craveiro Lopes, foi criada na cidade da Praia a "Secção do Liceu Gil Eanes".
Até o ano de 1968 a instituição estava albergada na Casa Senador Vera Cruz (edifício onde hoje funciona a Escola Preparatória Jorge Barbosa), na Praça Nova, no Mindelo. O edifício atual é de autoria de Eurico Pinto Lopes, arquiteto habituado a projetar para regiões tropicais.

### Pós-independência
Por meio do despacho de 19 de maio de 1975, do Ministério da Educação, o Liceu Gil Eanes passa a ser Liceu Ludgero Lima, em homenagem a Ludgero Lima, ex-funcionário do Liceu, que, em 1969, aderiu à luta de libertação para a independência de Cabo Verde. Faleceu a 23 de Março de 1975, vítima de acidente de avião.
Perto da instituição completar cento e sessenta anos, em 2014, o edifício-sede do liceu (prédio já quase cinquentenário) encontrava-se com estrutura muito degradadas.